# Девонте Грем
Девонте Террел Грем (англ. Devonte' Terrell Graham; нар. 22 лютого 1995 року в Ролі, Північна Кароліна, США) — американський професійний баскетболіст, що виступає за клуб НБА Нью-Орлінс Пеліканс. В студентські роки виступав за Канзас Джейгокс на позиції розігруючого захисника.

## Шкільна кар'єра
Грем вступив до вищої школи імені Нідхема Б. Бротона, що у Ролі. Там він привів свою команду до фінальної гри чемпіонату штату 4A, а також до результату 26-6 у регулярному сезоні 2012-2013, в якому Девонте набирав в середньому 15.7 очок та 5.4 передачі за гру. В наступному сезоні він перейшов до Академії Брюстера у Вулфборо, де набирав у середньому 17,2 очка та 5,0 передачі за гру і вивів команду на національний підготовчий чемпіонат. У Брустері Грем був партнером по команді з Донованом Мітчеллом і Джаредом Терреллом. До переходу в Брюстер Грем не був високо оцінений і спочатку перейшов до команди Аппалачського державного університету. Після чудового останнього року він розірвав угоду і підписав контракт із Канзасом.

## Студентська кар'єра
Будучи першокурсником у Канзасі, Грем набирав у середньому 5,7 очка та 2,1 передачі за гру. Найкращим результатом було 20 очок проти Техаського Християнського університету 21 лютого 2015 року. У турнірі NCAA він набрав 17 очок проти штату Вічита.
Після того, як Грем набрав 27 очок, забивши 8 з 13 кидків проти Оклахоми, він був названий Гравцем Тижня Big 12 з 14 лютого 2016 року. По завершенню регулярного сезону Грем був включений в команду захисників Big 12. Він був визнаний MVP чоловічого баскетбольного турніру Big 12 в 2016 році, після здобуття 27 очок проти Західної Вірджинії в чемпіонській грі. Будучи другокурсником у сезоні 2015-16 років, Грем в середньому набирав 11,3 очка за гру, маючи 46% влучних пострілів з гри і 44% з-за трьохочкової лінії.
22 лютого 2017 року Грем був заарештований за неявку в суд через недійсність проїзного квитка. Будучи юніором, Грем потрапив до другої команди All-Big 12. Разом з Френком Мейсоном III, Грем сформував задню лінію команди Канзасу, яка йшла з рахунком 31-5, але не потрапила в Елітну Вісімку NCAA, оскільки Грем пробив 0 з 7 з поля і не влучив шість триочкових кидків у заключній грі сезону проти Орегону, що завершилась з рахунком 74-60 на користь останніх. За сезон він набирав у середньому 13,4 очка, 4,1 передачі та 3,1 підбирання за гру. У квітні Девонте повідомив у Twitter, що повертається на старший курс.
У своєму старшому сезоні Грем був визнаний передсезонним гравцем року Big 12 сезону 2017–18. 28 листопада Грем набрав максимальні у кар'єрі 35 очок в переможній грі з Університетом Толедо 96-58. У наступній переможній грі, 76:60 проти Сіракузького університету, Грем знову набрав 35 очок. Далі він був одноголосно обраний Гравцем Року Big 12, набираючи у середньому 17,6 очка та 7,2 передачі за гру як старшокурсник. Він також був обраний членом першої команди All America багатьма організаціями. Під час старшого сезону в середньому він грав близько 38 хвилин на гру.

## Професійна кар'єра

### Шарлотт Горнетс (2018 - 2021)
Грем був обраний у другому раунді драфту НБА 2018 року під 34-м загальний номером командою Атланта Гокс, але згодом був обміняний у Шарлотт Горнетс на два вибори другого раунду. У перших трьох іграх Літньої Ліги НБА за "Шершнів" він набирав у середньому 10 очок та 6 передач за гру. Однак він пропустив решту літньої ліги через травму коліна. Грем дебютував у НБА 22 жовтня 2018 року проти Торонто Репторз, не набравши жодного очка та віддавши одну передачу за п'ять з половиною хвилин гри. Через рік, 23 жовтня 2019 року Грем дебютував у регулярному сезоні за Шарлотт; він набрав 23 очки, 8 передач та 4 підбирання у переможній грі з рахунком 126–125 проти Чикаго Буллз. Грем влучив 6 триочкових кидки, дозволивши "Шершням" встановити новий рекорд франшизи за триочковими, забитими в одній грі. 11 грудня Грем набрав рекордні для себе 40 очок у кар'єрі з п'ятьма підбираннями та п'ятьма передачами в переможній грі проти Бруклін Нетс 113-108.

### Нью-Орлінс Пеліканс (2021 - дотепер)
По закінченню свого контракту із Горнетс 7 серпня 2021 року Грем був обміняний (за моделлю "сайн-енд-трейд") до Нью-Орлінс Пеліканс на Веса Івунду, драфт-права на вибір "пеліканів" на Драфті 2021 Тайлера Гарві та грошову компенсацію.

## Ігрова статистика

### НБА

#### Регулярний сезон
| Сезон   | Команда | GP  | GS  | MPG  | FG%  | 3P%  | FT%  | RPG | APG | SPG | BPG | PPG  |
| ------- | ------- | --- | --- | ---- | ---- | ---- | ---- | --- | --- | --- | --- | ---- |
| 2018–19 | Шарлотт | 46  | 3   | 14.7 | .333 | .281 | .761 | 1.4 | 2.6 | .5  | .0  | 4.7  |
| 2019–20 | Шарлотт | 63  | 53  | 35.1 | .382 | .373 | .820 | 3.4 | 7.5 | 1.0 | .2  | 18.2 |
| 2020–21 | Шарлотт | 55  | 44  | 30.2 | .377 | .375 | .842 | 2.7 | 5.4 | .9  | .1  | 14.8 |
| Кар'єра | Кар'єра | 164 | 100 | 27.7 | .376 | .364 | .822 | 2.6 | 5.4 | .8  | .1  | 13.3 |

### Коледж
| Сезон   | Команда | GP  | GS  | MPG  | FG%  | 3P%  | FT%  | RPG | APG | SPG | BPG | PPG  |
| ------- | ------- | --- | --- | ---- | ---- | ---- | ---- | --- | --- | --- | --- | ---- |
| 2014–15 | Канзас  | 29  | 0   | 17.8 | .393 | .425 | .724 | 1.5 | 2.1 | .9  | .0  | 5.7  |
| 2015–16 | Канзас  | 38  | 36  | 32.6 | .460 | .441 | .744 | 3.3 | 3.7 | 1.4 | .1  | 11.3 |
| 2016–17 | Канзас  | 36  | 36  | 35.3 | .428 | .388 | .793 | 3.1 | 4.1 | 1.5 | .2  | 13.4 |
| 2017–18 | Канзас  | 39  | 39  | 37.8 | .400 | .406 | .827 | 4.0 | 7.2 | 1.6 | .1  | 17.3 |
| Кар'єра | Кар'єра | 142 | 111 | 31.7 | .422 | .409 | .787 | 3.1 | 4.5 | 1.4 | .1  | 12.3 |